# Justus Hjalmarsson

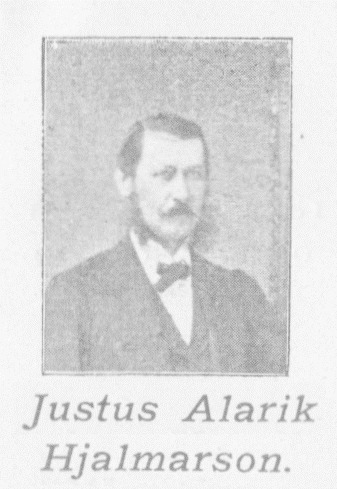
Justus Hjalmarsson, ca 1870

Justus Adalrik Hjalmarsson, född 1823 i Kungälv, död 1876 på Atlanten, var en svensk apotekare och upptäcktsresande som emigrerade till Västindien 1847. Redan som 14-åring började han som elev på apoteket i Kungälv och 1847 tog han apotekarexamen i Stockholm. Därefter reste han genast till S:t Thomas (då en del av Danska Västindien) där han fått tjänst. Senare bosatte han sig i Arecibo på Puerto Ricos nordkust, där han öppnade eget apotek och även drev någon form av kemisk-teknisk fabrik.

## Upptäcktsresor

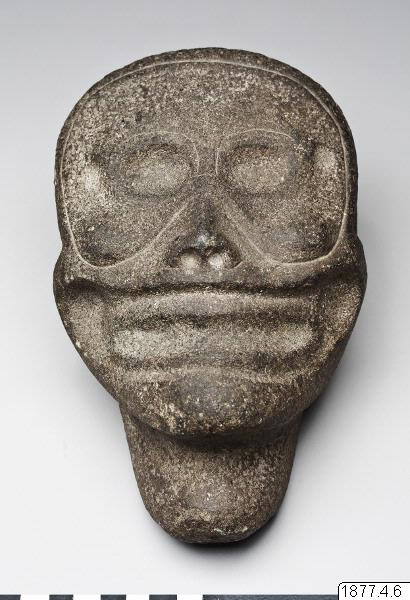
Taino-zemi i grönsten från Puerto Rico, donerad till KVA av Justus Hjalmarsson 1873 (1877.04.0006)

Justus Hjalmarsson var framgångsrik i sin verksamhet och han hade både tid och råd att odla sina vetenskapliga intressen. Han reste mellan öarna i Karibien (Hispaniola, Bahamas, Turks), och färdades från kust till kust i Honduras. Hjalmarsson skrev om sina resor i brev till Kungl Vetenskapsakademien (KVA), och de lästes ofta upp på akademiens sammankomster. Han samlade också naturalier som mineral, växter, fåglar och snäckor och skickade dem som gåva till KVA. Där tog man tacksamt emot paketen, i synnerhet som de innehöll material från platser ”som sällan besöks av resande”, som Haiti och Santo Domingo. En del av Hjalmarssons preparat finns idag på Naturhistoriska Riksmuseet i Frescati. Men Hjalmarsson samlade även in material som uttryckligen var tänkt att gå till ”det under bildning varande etnografiska museet i Stockholm” och som idag finns på Etnografiska museet. Det är sådant som ”idoler” av kopparlegerat silver från Peru, en aztek-amulett från Copán i Centralamerika och tretton stenföremål (bland annat vapen och halsringar) från Puerto Rico. 

## Resedagbok
Under 1858 publicerades Hjalmarssons resedagbok från Honduras 1852-53 i Illustrerad Tidning, med xylograferade fotografier av bland annat kuststaden Omoa och vulkanen Isalco. Han berättar om djur och växtlighet, om utvinning av ädelträ, kobolt och malm, och märkliga naturfenomen som jordskalv och gräshoppsinvasioner. Här och där finns noteringar om besvärligheter på resan som ett krigsutbrott, en epidemi av rödsot (dysenteri) och inte minst mosquitos. Men i huvudsak ges en positiv skildring av rika, vackra landskap med behagligt klimat och vänliga innevånare.
De äro högst gästfria, och det artiga, chevalereska sätt, som utmärker den bildade spanioren, sträcker sig äfven till den lägre befolkningen här.
Qvinnorna äro i allmänhet vackra. /—/ De äro dessutom vänliga, glada, fria och okonstlade till sitt väsende och då dertill deras vanliga helsningssätt, äfven mot en främling, utgöres af en omfamning, blir det ganska förlåtligt om man finner dem förtjusande. Deras nöjen utgöras förnämligast af dans och musik, derför de äro passionerade. De äro också utmärkta ryttarinnor, och då alla resor måste företagas till häst, bli öfningar i ridkonsten föremål såväl för nöje som för nödvändighet. /—/ Tobaksrökning är i bruk hos båda könen, och ehuru detta i början förefaller något stötande hos de sköna, blir man dock så oändligen villig att ursäkta denna nyck, då den näpna Hondurennan, sittande i sin hängmatta, bjuder den inträdande att taga säte brevid sig och röka en ”cigarillo”.

## Familj
Hjalmarsson gifte sig 1859 i Arecibo med donna Francisca Margarita (Panchita) Bausa (Banza) y Solér. De fick fem barn tillsammans, Francisca (Paquita), Carlos (Carl, Charles), Maria, Oscar och Julia. Justus Hjalmarsson fick medalj av kungen, Vasaorden 1860, och utnämndes 1865 också till dansk vice-konsul. Han avled ombord på postångaren Cimbria, på väg hem för att besöka Sverige 1876. Åtminstone de äldre barnen skickades som unga till Sverige för utbildning, och sonen Carlos följde i sin fars fotspår. Han gick som elev på apoteket i Kungälv och tog examen som apotekare vid Farmaceutiska institutet i Stockholm i januari 1882. Därefter reste han hem till Puerto Rico och tog över faderns apotek i Arecibo, som drivits vidare av modern efter Justus Hjalmarssons bortgång.